# امیل هگل سوندسن
امیل هگل سوندسن (نروژی: Emil Hegle Svendsen؛ زادهٔ ۱۲ ژوئیهٔ ۱۹۸۵) ورزشکار دوگانه، و اسکی‌باز صحرانوردی اهل نروژ است.